# Красная Талка (мемориал)
«Кра́сная Та́лка» — мемориальный ансамбль в городе Иваново, установленный в память о революционных выступлениях иваново-вознесенских рабочих в годы первой русской революции и создании первого в России общегородского Совета рабочих депутатов. Один из главных историко-революционных и художественных памятников города. Скульптор Л. Л. Михайлёнок, архитекторы В. С. Васильковский., Е. К. Касаткин

Мемориал в 1976 году

## Расположение
Расположен в Советском районе на левом берегу реки Талки, к югу от парка имени Революции 1905 года. С восточной стороны примыкает к улице Шувандиной, с южной — к улице Свободы.

## История

Памятник на месте мемориала, снесённый в 1975 году

В конце XIX — начале XX веков на берегу реки Талки проходили митинги и собрания рабочих текстильных фабрик Иваново-Вознесенска. В 1905 году в ходе стачки иваново-вознесенских рабочих при активном участии революционеров РСДРП(б) под руководством Михаила Фрунзе, Фёдора Афанасьева (Отец), Семёна Балашова (Странник) был создан первый в России Иваново-Вознесенский общегородской совет рабочих депутатов. В память об этих событиях в 1957 году на месте собраний и митингов был сооружён памятник-обелиск из кирпича и побелки «В память революционных выступлений Иваново-Вознесенских рабочих в 1905—1907 годах» (архитектор А. С. Бодягин).
В 1975 году Ивановский горисполком принял решение о генеральной реконструкции памятника-обелиска, в ходе которой он был полностью перестроен. Авторами реконструкции выступили скульптор, лауреат государственной премии Л. Л. Михайленок и архитектор П. С. Васильковский. Скульптурные работы были выполнены Ленинградским отделением художественного фонда РСФСР, строительные работы — Ивановским управлением треста «Дормостстрой» по проекту института «Ивановогражданпроект». Металлический обелиск с тремя рельефами, выкованными в металле, были выполнены Ивановским управлением треста «Центротехмонтаж», разработка конструкции сделана главным архитектором города В. В. Новиковым. Озеленительные работы осуществлены «Горкомхозом».
Мемориал «Красная Талка» был открыт 28 мая 1975 года к 70-летию первого в России Совета. Одновременно с открытием мемориала в конце мая 1975 года по маршруту Иваново — Москва был пущен фирменный поезд № 257/258 «Красная Талка».
На протяжении своей истории мемориал несколько раз модернизировался — на вершине обелиска был установлен золотой шар, на аллее героев добавились два бюста — Морозову В. Е. и Кирякиной-Колотиловой К. И.
С распадом Советского Союза и крушением советской идеологии значение мемориала упало. В 1990-х годах погас вечный огонь, с чаши исчез бронзовый венок, а сама чаша превратилась в урну. Заросли сорняками цветники у пилонов, потрескался асфальт, откололись в некоторых местах мраморные плиты, обелиск заржавел и покрылся граффити. Пропали фонари вдоль аллеи героев. В то же время пышно разрослись зелёные насаждения.

В 2018 году администрация города сообщила о планах реконструкции мемориала.

## Архитектура и скульптура
В состав мемориального ансамбля входят:
- Памятник-обелиск и чаша вечного огня;
- Аллея героев Революции;
- Памятный знак Ф. А. Афанасьеву;
- Оформление входа.

Памятный знак на месте гибели Фёдора Афанасьева

Мемориальный ансамбль начинается в парке имени 1905 года на левом берегу реки Талки, на пологом склоне сразу же от моста через неё. Вход образует небольшую площадь, оформленную бетонной плиткой и клумбами. За ним — небольшая покрытая асфальтом площадка с двумя выложенными булыжниками прямоугольниками у стен. Далее широкая и длинная аллея, ведущая к обелиску. У её начала памятный знак — место гибели Фёдора Афанасьева.
От середины аллеи до центра мемориала с двух сторон аллеи установлено 16 бюстов, по восемь с каждой стороны — аллея героев революции. Аллея заканчивается маршем лестницы, далее находится круглая площадка, на которой установлена чаша с вечным огнём. На круглой возвышенности в центре воздвигнут обелиск, от которого идут 3 лестницы, между ними 3 пилона и цветники.

### Обелиск
Памятник-обелиск является композиционным центром мемориала. На круглой площадке диаметром около 10—11 м на небольшом возвышении установлен обелиск из сочетания сужающихся кверху двенадцати труб, символизирующих трубы текстильных фабрик Иваново-Вознесенска. Обелиск изготовлен из стали и окрашен бронзовой краской, перехвачен посередине широким поясом и на вершине заканчивается конусом. На вершине установлен золотой шар, обрамленный венком с развевающимся над ним знаменем. В центре нижней половины обелиска укреплены три металлических щита. В их верхних частях находятся: на центральном — знамя, серп и молот, на левом и правом — ордена труда и Великой Отечественной войны. На рельефах изображены рабочие, женщины и солдаты с оружием. В три стороны, куда обращены рельефы, от центра круглой площадки, на которой находится обелиск, отходят три лестницы. Между ними расположены три пилона из розового гранита. Между лестницами и пилонами — клумбы. На каждом из пилонов высечены стихи ивановского поэта В. С. Жукова:
К схваткам за правое дело

Звал агитатор рабочих,

Пламенным словом партийным

Вёл на решительный бой
Шли на борьбу как на праздник

Клич поднимая суровый

— Самодержавье долой.
Вечная слава и память

Павшим за счастье живущих,

В битвах бессмертных создавших

Первый в России Совет.

Один из пилонов

Чаша с вечным огнём выполнена в виде пятиугольника из тёсаного камня, горизонтальная поверхность обработана глубокими каннелюрами, расширяющимися от центра. Ранее в центре находился бронзовый круг в форме верхней части венка из листьев, перевитого лентой.

### Аллея героев

Аллея героев

От улицы Свободы — начала мемориала до обелиска проходит аллея, вдоль которой, начиная с середины, установлены бюсты героев революции по восемь с каждой стороны. Они увековечивают память иваново-вознесенских большевиков, активно действовавших в годы первой русской революции. К ним относятся:
- Фёдор Афанасьевич Афанасьев («Отец»)
- Семён Иванович Балашов («Странник»)
- Мария Фёдоровна Наговицына-Икрянистова («Труба»)
- Авенир Евстигнеевич Ноздрин
- Николай Андреевич Жиделёв
- Алексей Семёнович Киселёв
- Матрёна Николаевна Лебедева-Разумова («Канарейка»)
- Василий Евлампиевич Морозов («Ермак»)
- Михаил Васильевич Фрунзе («Арсений»)
- Ольга Афанасьевна Варенцова («Мария Ивановна», «Екатерина Николаевна»)
- Иван Никитич Уткин («Станко»)
- Евлампий Александрович Дунаев («Александр»)
- Фёдор Никитич Самойлов («Архипыч»)
- Андрей Сергеевич Бубнов («Химик»)
- Клавдия Ивановна Кирякина-Колотилова («Мишка»)
- Николай Николаевич Колотилов («Лапа»)[3]

#### Левый ряд
|                 |               |                              |               |               |               |                         |               |
| Ф. А. Афанасьев | С. И. Балашов | М. Ф. Наговицына-Икрянистова | А. Е. Ноздрин | Н. А. Жиделёв | М. С. Киселёв | М. Н. Лебедева-Разумова | В. Е. Морозов |

#### Правый ряд
|              |                 |             |              |                |              |                           |                 |
| М. В. Фрунзе | О. А. Варенцова | И. Н. Уткин | Е. А. Дунаев | Ф. Н. Самойлов | А. С. Бубнов | К. И. Кирякина-Колотилова | Н. Н. Колотилов |

В честь каждого героя в Иванове названа улица. Имя Фрунзе носит один из районов города. В честь Балашова, Жиделёва, Самойлова, Варенцовой названы текстильные фабрики.
Многие из героев подверглись преследованиям во время сталинских репрессий. Бубнов, Киселёв и Колотилов расстреляны в 30-х годах, Ноздрин скончался в следственной ивановской тюрьме НКВД в 1938 году. Возможно, по этой причине на некоторых памятниках указаны неверные даты смерти.